# Lokaal Sterk
Lokaal Sterk is een lokale politieke partij in de gemeente Tubbergen. Oprichter uit 2013 was Anoesjka Kemperink.
Bij de gemeenteraadsverkiezingen van 2014 kwam de partij Dorpen Centraal met twee zetels in de 19 zetels tellende gemeenteraad. Aanvankelijk kwam na de afsplitsing van fractielid Leon Oosterik het besluit om te stoppen, maar in januari 2018 kwam er alsnog een kandidatenlijst met drie kandidaten. Op 21 maart 2018 verloor de partij een zetel, maar bleef derhalve vertegenwoordigd.
Sinds augustus 2021 vertegenwoordigt Plegt de nieuwe partij Lokaal Sterk en samen met voormalige PvdA-raadsleden Henk Wessels en Marian de Boer en Norbert van de Graaf die namens GB/VVD raadslid was is dit initiatief genomen. Op 16 maart 2022 behaalde de partij drie zetels.